# Camuy
Camuy és un dels 78 municipis de l'Estat Lliure Associat de Puerto Rico situat a la costa nord, també conegut amb els noms de Ciudad Romántica, Ciudad de los Areneros, Ciudad del Sol Taíno i Valle de las Cavernas. Confina al nord amb l'oceà Atlàntic, al sud amb Lares i San Sebastián; a l'est amb el municipi d'Hatillo i a l'oest amb Quebradillas.
Segons el cens de 2010, presentava una població de 35.159 habitants i una densitat de població de 219,07 persones per quilòmetre quadrat. Ceiba va ser fundada l'any 1807 i l'any 2007 el poble va celebrar el seu 200 aniversari.

## Barris
El municipi de Camuy està dividit en 13 barris:
- Abra Honda
- Camuy Arriba
- Camuy Pueblo
- Cibao
- Ciénagas
- Membrillo
- Piedra Gorda
- Puente
- Puertos
- Quebrada
- Santiago
- Yeguada
- Zanja

## Llocs d'interès

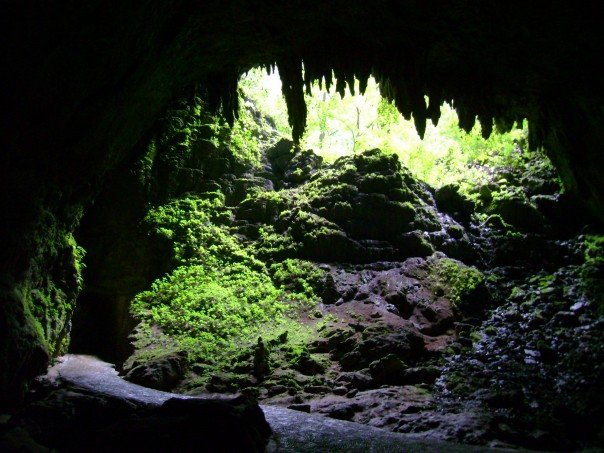
Una vista de l'interior de la caverna del Riu Camuy

- El Parc nacional de les Cavernes del Riu Camuy és un dels sistemes de coves més grans del món.[4]